# Ian Watkins (musicien)
Pour les articles homonymes, voir Ian Watkins et Watkins.
Ian Watkins, né le 30 juillet 1977 à Pontypridd (Pays de Galles), est un musicien et pédocriminel britannique, fondateur et ancien chanteur du groupe de rock alternatif gallois Lostprophets. Il est condamné en 2013 à 35 ans de prison pour actes de pédophilie.

## Biographie

### Carrière de musicien
Il fonde en 1997 le groupe de musique Lostprophets avec Mike Lewis (basse), Mike Chiplin (batterie) et Lee Gaze (guitare).
En 2009, il s'associe au DJ gallois Lucius Brave pour le lancement d'un side-project (en) de remixes appelé L'Amour La Morgue.

### Condamnation pour pédophilie
Le 17 décembre 2012, Ian Watkins est inculpé par le tribunal de Cardiff pour actes pédophiles. Il est aussi accusé de deux tentatives d’attouchement sur deux jeunes enfants (dont un bébé de 10 mois), de possession et de distribution d’images à caractère pédopornographique et de possession d’images de pornographie animale extrême.
Le 1er octobre 2013, Lostprophets, le groupe fondé par Ian Watkins, se sépare après l'avoir annoncé sur leur page Facebook.
Le 27 novembre 2013, Ian Watkins plaide coupable, à Cardiff, pour 13 des 24 chefs d'accusations, dont deux pour tentative de viol sur enfant en bas âge et une série de viols sur des enfants. Le 18 décembre 2013, il est condamné à 35 ans de prison ferme, dont 29 années de période de sûreté. Deux de ses fans, l'une mère d'un enfant de onze mois qu'il avait tenté de violer devant elle, et l'autre qu'il avait encouragée à abuser de son propre enfant et à diffuser l'acte par webcam, ont été respectivement condamnées à 17 et 14 ans de prison.
En juillet 2014, sa demande d'appel est rejetée, le juge estimant qu'aucun fait nouveau n'était avancé. L'opération « Globe », lancée par la police anglaise en 2012 et destinée à retrouver d’éventuelles autres victimes à travers le monde, n'a pour l'instant rien donné. La juge, lors de son procès, ayant pris en compte dans la peine de 35 ans qu'il y avait sans doute de nombreuses victimes inconnues, aucune date de fin n'a été annoncée à cette opération qui pourrait durer plusieurs années, le temps de trouver au moins une nouvelle victime.[Passage à actualiser]
Début 2020, Ian Watkins est condamné à 10 mois supplémentaires pour avoir caché un téléphone cellulaire et un lecteur MP3 dans sa cellule.
Il a été victime en août 2023 de tentative de meurtre par des détenus en prison .